# 太原理工大学
太原理工大学（たいげんりこうだいがく、拼音: Tài yuán Lǐ gōng Dà xué、英語: Taiyuan University of Technology）は中国山西省太原市にある大学。

## 著名な関係者

### 同窓生
- 豊立祥（英語版、中国語版） -山西省の政治家
- 梁浜（英語版、中国語版） - 山西省の政治家
- 雲布龍（英語版、中国語版） - 内モンゴル自治区の政治家
- 王素毅（英語版、中国語版） - 内モンゴル自治区の政治家
- 佐藤運海 - 信州大学の教授

## 日本における協定校
- 弘前大学